# Trivellona valerieae
Trivellona valerieae is een slakkensoort uit de familie van de Triviidae. De wetenschappelijke naam van de soort is voor het eerst geldig gepubliceerd in 1996 door Hart.